# Incilius signifer
Incilius signifer é uma espécie de anfíbio anuro da família Bufonidae. Está presente no Panamá. A UICN classificou-a como pouco preocupante.